# Армандо Гебуза
Армандо Гебуза (порт. Armando Guebuza; Мурупула, 20. јануар 1943) је бивши мозамбички политичар и председник Мозамбика од 2005. до 2015. године.

## Биографија
Рођен је 20. јануара 1943. године у тадашњој Португалској источној Африци. 
Прикључио се снагама ФРЕЛИМО-а са двадесет година. Након независности Мозамбика 1975. године, постао је генерал и један од истакнутијих вођа ФРЕЛИМО-а. Био је министар унутрашњих послова у влади Саморе Машела. Након сумњиве смрти Машела у паду авиона, Гебуза је био члан комисије која је истраживала разлоге несреће. 
Након укидања Народне Републике Мозамбик, био је представник ФРЕЛИМО-а на мировним преговорима са супарничким РЕНАМО-ом. Престанак рата закључен је потписивањем Римских мировних уговора, 4. октобра 1992. године. Први избори у земљи одржани су 1994. године.
Са напуштањем социјалистичког система, постао је богат бизнисмен. Године 2002, постао је генерални секретар ФРЕЛИМО-а.
На председничким изборима, који су се одржали децембра 2004. године, освојио је 67,3% бирачких гласова. Функцију председника Мозамбика преузео је 2. фебруара 2005. године. На председничким изборима 28. октобра 2009, изабран је на још један петогодишњи мандат.